# Tor Håkon Holte
Tor Håkon Holte (* 1. August 1958 in Drammen) ist ein ehemaliger norwegischer Skilangläufer.
Holte gewann bei den Nordischen Skiweltmeisterschaften 1985 in Seefeld in Tirol die Goldmedaille mit der norwegischen Staffel. Über die 50 Kilometer klassisch konnte er den neunten Platz belegen und über die 30 Kilometer klassisch den 13. Platz. Ein Jahr zuvor hatte er bei den Olympischen Winterspielen in Sarajevo über die 15 Kilometer den achten Platz und über die 50 Kilometer den zwölften Platz belegen können.
In seiner Karriere konnte Holte zwei Weltcupwettbewerbe über die 50-Kilometer-Distanz gewinnen. 1984 belegte er den vierten Platz in der Gesamtwertung des Skilanglauf-Weltcups. Ein Jahr später wurde er in dieser Wertung Zweiter hinter Gunde Svan.

## Teilnahmen an Weltmeisterschaften und Olympischen Winterspielen

### Olympische Spiele
- 1984 Sarajevo: 4. Platz Staffel, 8. Platz 15 km klassisch, 12. Platz 50 km klassisch
- 1988 Calgary: 21. Platz 30 km klassisch, 31. Platz 50 km Freistil

### Nordische Skiweltmeisterschaften
- 1985 Seefeld: 1. Platz Staffel, 9. Platz 50 km klassisch, 13. Platz 30 km klassisch

## Erfolge

### Norwegische Meisterschaften
- 1978: Bronze mit der Staffel
- 1980: Bronze über 10 km, Bronze über 20 km
- 1982: Gold über 50 km
- 1983: Gold über 50 km, Silber über 15 km
- 1984: Gold über 15 km, Gold mit der Staffel, Bronze über 50 km
- 1985: Gold über 50 km, Gold mit der Staffel, Bronze über 15 km
- 1986: Gold mit der Staffel, Silber über 15 km, Silber über 50 km
- 1987: Bronze über 15 km
- 1988: Gold über 50 km, Silber über 30 km, Silber mit der Staffel
- 1989: Bronze mit der Staffel
- 1990: Silber über 50 km

### Weltcupsiege im Einzel
| Nr. | Datum         | Ort   | Disziplin             |
| --- | ------------- | ----- | --------------------- |
| 1.  | 10. März 1984 | Oslo  | 50 km Individualstart |
| 2.  | 3. März 1985  | Lahti | 50 km Individualstart |

### Weltcup-Gesamtplatzierungen
| Saison  | Platz | Punkte |
| ------- | ----- | ------ |
| 1981/82 | 18.   | 39     |
| 1982/83 | 20.   | 37     |
| 1983/84 | 4.    | 86     |
| 1984/85 | 2.    | 117    |
| 1985/86 | 36.   | 7      |
| 1986/87 | 38.   | 11     |